# Гредякино (Смоленская область, деревня)
Гредякино — деревня в Вяземском районе Смоленской области России. Входит в состав Поляновского сельского поселения. Население — 18 жителей (2007). 
Расположена в восточной части области в 5 км к юго-западу от Вязьмы, в 1,5 км северо-западнее автодороги Р134 «Старая Смоленская дорога» Смоленск — Дорогобуж — Вязьма — Зубцов, на берегу реки Новоселка. В 1 км северо-восточнее деревни расположена железнодорожная станция Гредякино на линии Москва — Минск.

## История
В годы Великой Отечественной войны деревня была оккупирована гитлеровскими войсками в октябре 1941 года, освобождена в марте 1943 года.